# Station Leicester
Leicester is een spoorwegstation van National Rail in Leicester, Engeland. Het station is eigendom van Network Rail en wordt beheerd door East Midlands Railway. Het station is geopend in 1840.